# NGC 5224
NGC 5224 (другие обозначения — MCG 1-35-9, ZWG 45.30, NPM1G +06.0389, PGC 47884) — галактика в созвездии Дева.
Этот объект входит в число перечисленных в оригинальной редакции «Нового общего каталога».